# Ajumu Hirano
Ajumu Hirano (japonsky: 平野 歩夢; * 29. listopadu 1998, Murakami) je japonský snowboardista. Je držitelem tří olympijských medailí na U-rampě. Na hrách v Pekingu roku 2022 závod vyhrál, na olympiádách v Pchjongčchangu roku 2018 a Soči roku 2014 bral v této disciplíně stříbro. Dvě zlata má z X Games (2016, 2018). Ve světovém poháru vyhrál pět závodů, šestkrát stál na stupních vítězů (k únoru 2022). Jeho bratr Kajšu Hirano je rovněž snowboardistou.